# جايسون كريشنر
جايسون كريشنر (بالإنجليزية: Jason Kershner)‏ هو لاعب كرة قاعدة أمريكي، ولد في 19 ديسمبر 1976 في سكوتسديل في الولايات المتحدة.

## وصلات خارجية
- جايسون كريشنر على موقعبيزبول رفرنس.كوم (الدوري الرئيسي) (الإنجليزية)
- جايسون كريشنر على موقعبيزبول رفرنس.كوم (الدوري الثانوي) (الإنجليزية)
- جايسون كريشنر على موقع مشجعي الرسوم البيانية (الإنجليزية)